# Leptoptyx
Leptoptyx is een geslacht van wantsen uit de familie van de Tingidae (Netwantsen). Het geslacht werd voor het eerst wetenschappelijk beschreven door Drake & Ruhoff in 1965.

## Soorten
Het genus bevat de volgende soorten:

- Leptoptyx atopia Drake & Ruhoff, 1965
- Leptoptyx icelia Drake & Ruhoff, 1965
- Leptoptyx longispina Guilbert, 2001
- Leptoptyx varians Guilbert, 2001